# Жана од Тарента
Жана Тарентска (умрла у марту 1323) била је краљица Јерменије у браку са Ошином, краљем Јерменије. Као ћерка Филипа I, кнеза од Тарента, била је члан Капетинске кадетске гране династије Анжу.

## Биографија
Жана је била ћерка кнез Филипа I, кнез од Тарента, и његове прве жене кнегиње Тамаре Анђел Комнин.
Жоанини родитељи нису имали добар однос: кнез Филип I је сумњао да кнегиња Тамара ради за интерес њене породице у односу на његов током двогодишњег сукоба који је беснео између династије Анжу и Епира, упркос чињеници да је она заложила остатак свог накита како би му помогла да плати војни поход. Неповерљив према кнегињи Тамари, кнез Филип I је одлучио да се разведе од ње и 1309. године, је оптужио да је починила прељубу. Била је приморана да призна да је имала сексуалне односе са најмање четрдесет лордова његовог двора и да је успоставила посебан однос са Бартоломеом Сигинулфом, великим коморником Тарента. Тамара је постала прогнаник, вероватно никада више није видела своју децу, или је постала монахиња или ју је кнез Филип  затворио. У оба случаја умрла је недуго затим 1311. године.
Убрзо након мајчине смрти, Жана је добила маћеху, царицу Катарину II Валоа, коју је кнез Филип I оженио у јулу 1313. године. Из овог брака Жана је стекла пет полубраће и сестара, укључујући Филипа II, кнеза од Тарента.

## Краљица
У фебруару 1316. године, Жана се удала за свог првог мужа, Ошина, краља Јерменије. Жана је била Ошинова трећа жена, из првог брака имао је сина Лава. Након ступања у брак прешла је у православље и усвојила је име Ирена. Пар је био у браку само четири године.
Након његове смрти, 20. јула 1320. године, краља Ошина је наследио његов малолетни син Лав (понекад се назива краљ Лав IV). Веровало се да је краљ Ошин отрован.
Убрзо након Ошинове смрти, његов рођак Ошин од Корикоса постао је намесник. Желео је да себе и своју породицу учини сигурнијим у Јерменији. Предузети су кораци да се ово деси; Ошин се оженио краљицом Жаном, која је била приморана на брак. Ошин је удао своју ћерку Алису за Жаниног посинка краљ Лава V. Ошин је такође вероватно био одговоран за смрт сестре краља Ошина Изабеле и двојице њених синова, како би се уклонили супарнички претенденти.
Жана је умрла у марту 1323. године, надживео ју је њен други муж.
Шест година након Жоанине смрти, краљ Лав IV је постао пунолетан, осветио се свом намеснику. Жанин муж и зет Константин, високи чиновник Јерменије и господар Лампрона, и Лавова жена краљица Алиса су сви убијени по краљевом наређењу, глава Ошина послата је у Илканат, а Константинова Ал-Наср Мухамеду.

## Породица
У првом браку имала је једно дете:
- Ђорђе (1317 – после 1323), умро млад.

Ошин и Жана су имали једну ћерку:
- Марија која се узастопно удала за два јерменска краља Киликије, Константина III и Константина IV. Имала је деце